# Marina Linares
Marina Linares (* 1967 in Köln) ist  Kunsthistorikerin/Kulturwissenschaftlerin, Bildende Künstlerin (Performance-Kunst/Rauminstallation) und Autorin.

## Leben und Wirken
Marina Linares studierte von 1995 bis 2001 in Köln Kunstgeschichte, Philosophie, Germanistik und Musikwissenschaft. Ihre Magisterarbeit schrieb sie über Bernard Schultze. Ebenfalls in Köln studierte sie ergänzend von 2000 bis 2001 Theater-, Film- und Fernsehwissenschaft und später in Hagen Psychologie (B.Sc.). An der Ludwig-Maximilians-Universität in München promovierte sie 2003 bei Hubertus Kohle mit einer interdisziplinären Dissertation über die Vergleichbarkeit von Malerei und Musik. Systematisch arbeitete sie analoge Strukturen der beiden Medien auf und integrierte ästhetische Positionen, Kunsttheorie und Kompositionslehren der Musiktheorie sowie Ansätze der Wahrnehmungspsychologie und Kognitionswissenschaft.
Weitere Forschungsschwerpunkte sind moderne bis zeitgenössische Kunst (inklusive spanischer Kunstgeschichte), Kunsttheorie (besonders über Farben), Multimedia und intermediale Kunst, wobei interdisziplinäre Fragen und Ansätze die Untersuchungen leiten. Zu den Publikationen zählen Monographien, wissenschaftliche Essays, Bildbände/Ausstellungskataloge, Rezensionen über zeitgenössische Kunst und Vorträge auf internationalen Konferenzen.
Künstlerisch entwickelt sich ihr Bildschaffen von Malerei über Plastik hin zum Raum. Ihre konzeptionellen Arbeiten beziehen Zeichnung, Malerei, Fotografie, Skulptur/Objekt, Installation, Mixed Media, Schriftbilder und Intermedia bis hin zu komplexen Raumprojekten ein. Der Schwerpunkt liegt auf Rauminstallationen und multimedialer Performance, in der oftmals lyrische Texte mit Instrumentalklang und szenischer Aktion inszeniert werden.
Als Autorin belletristischer Literatur schreibt sie Kurzprosa, Lyrik und Dialoge, arbeitet mit Sprachklang in experimenteller Poesie bis zur Lautdichtung. Ihre Texte inszeniert sie teils in Kooperation mit Autoren, Musikern und Performern in Literatur-Performances und szenischen Lesungen. Mitglied in verschiedenen Kunst- und Literaturgruppen sowie Kulturvereinen, Leitung von Projekten, Literaturwerkstätten und Seminaren.

## Ausstellungen/Performances/Intermedia (Auswahl)
- Verwertung, Kulturbahnhof, Overath 2005.
- Fremde Sprechgesänge & surreale Klänge, Bürgersaal, Overath 2005.
- KONTRASTE, Art Corner, Köln 2005.
- Welt-Tugend-Park, Stadtgarten, Köln 2005.
- Kreisreise, Multimediale Literatur-Performance, Kulturhaus Zanders, Bergisch Gladbach 2006.
- Ideen-Splitter, Galerie L’Aristokrassie, Köln 2006.
- Rote Trommeln, Lyrik-Performance mit Schlagzeug, Galerie L’Aristokrassie, Köln 2006.
- Landart-Projekt Bewegter Wind, Nationalpark am Edernsee/Waldeck-Frankenberg (Hessen) 2006.
- Reise ins digital-florale Aquarium, Art Corner, Köln 2006.
- Gespinstallation, Skulpturenpark 'Sinneswald', Leichlingen 2006.
- Gimme your shorts (1. Preis für die beste Kür), Carlshütte Büdelsdorf, Rendsburg 2007.
- So nicht!, Szenische Lesung, ZAK, Bensberg 2007.
- So schwarz, Lyrik-Performance, 'HC BC' von Siglinde Kallnbach, KunstWerk, Köln 2007.
- Funkelnde Schatulle, Radiosendung (Mod.: Christian Breuer), Radio Köln, 2008.
- Grenz-Ziehungen, multimediale Performance/Ausstellung, Performance-Festival 'Blauverschiebung', Große Galerie KuB, Leipzig 2008.
- Zwischen Himmel und Hölle (Lichter-Lieder-Lyrik-Lauten-Performance),'SOMMER-NACHT-TRAUM', Südbrückenturm, Köln 2008.
- RAUM-ZEIT-RAUM, Performance-Festival, Köln 2009.
- Hommage a` Pollock, Performance, Lutherkirche, Köln 2008.
- Über-Brücken, Drama in drei Akten, 'Brücken bauen', Stadthalle Lindenthal, Köln 2009.
- H/Ausverkauf, Performance, köln-süd-offen, Art Corner, Köln 2011.
- Wortbilder, Stadtbibliothek, Bergisch Gladbach 2010–2011.
- Treppauf-treppab, Szenische Lesung, Literaturtage 'Worte für Orte', Rathaus, Bergisch Gladbach 2011.
- Duell oder Duett?, 'Ein Buch für die Stadt', Lutherkirche, Köln 2012.
- Warenflirt im Kaufrausch, Lyrik-Performance, 'Worte für Orte', RheinBerg Galerie, Bergisch Gladbach 2013.
- Gesagtes – Ungesagtes – Unsagbares, Kreishaus, Bergisch Gladbach 2015.
- Blau ist der Raum, Lyrik-Performance, 'Heidkamper Kulturtage', Heidkamp 2015.
- im dreiklang zwischen natur und kultur, Galerie im Torhaus, Köln 2015.
- Da-da-da-das wird nix, Aktion, 'Freie Geister', ARTheater, Köln 2016.
- Von der Fläche in den Raum, Kunstraum Braugasse, Hoyerswerda, 2019.
- Ich bin vom Amt..., Performance, Avantgardefestival 'Kulturtag', Oberscheid/Westerwald, 2019.
- Zwischen Vergessen und Erinnern, Bunker k101, Köln, 2022.[4]
- Im Schaffensrausch, Internationale Kunstakademie, Heimbach 2025.[5]

## Preise, Förderungen, Stipendien
- Oskar-Karl-Forster-Stipendium 2003.
- Förderung der Literatur-Musik-Performance „lyrische fortfetzungen und zerrissene klänge“, Art Corner, Köln durch das Kulturamt der Stadt Köln 2005.
- Förderung der multimedialen Literatur-Performance „Kreisreise“, Kulturhaus Zanders, durch die Stadt Bergisch Gladbach 2006.
- „Preis für die beste Kür“ beim Literaturwettbewerb Gimmie your shorts des Nordkolleg Rendsburg, Carlshütte Büdelsdorf, 2007.
- Förderung des Performance-Festivals „Raum-Zeit-Raum“ 2009 (8 Orte in Kölner Südstadt, Konzept: Marina Linares) durch das Kulturamt der Stadt Köln und die SK-Stiftung Kultur 2009.

## Publikationen Wissenschaft
Monografien:
- Analyse abstrakter Malerei (Pollock): strukturelle Vergleiche von Bild- und Tonkompositionen. Verlag Die Blaue Eule, Essen 2003, ISBN 3-89924-078-2.
- Alles Wissenswerte über Farben. Farbenlehre Kunsttheorie Farbenpsychologie Kulturgeschichte Neue Medien. Verlag Die Blaue Eule, Essen 2005, ISBN 3-89924-147-9.

Wissenschaftliche Aufsätze:
- Bunker 75 nach Kriegsende: Reste manifester Zerstörung, in: Joachim Otto Habeck u. Frank Schmitz (Hrsg.): Ruinen und vergessene Orte: Materialität und Verfall – Nachnutzungen – Umdeutungen. Bielefeld: Transcript Verlag, 2023, S. 243–260. ISBN 978-3-8394-6222-5
- «Bach-Musik de facto». Henrik Neugeborens/Henri Nouveaus Transformierung von vier Takten einer Fuge in eine Skulptur. In: Karolina Zgraja, Cristina Urchueguía (Hrsg.): Klang und Stille in der Bildenden Kunst: Visuelle Manifestationen akustischer Phänomene. Basel 2021, ISBN 978-3-7965-3821-6, S. 209–238. (= E-Book 978-3-7965-4236-7)
- Vom rauschhaften Schaffen zum Schaffen berauschender Kunst in Malerei, Bühnenkunst, Film, Literatur und Musik. In: Kristin Eichhorn, Johannes S. Lorenzen (Hrsg.): Rausch. (= Expressionismus. Band 9). Berlin 2019, ISBN 978-3-95808-220-5, S. 43–56.
- Triptych and Retable: Reflections on Development and Transformation of a Traditional Art Genre in Contemporary Art of Bernard Schultze. In: Studies in Humanities. Annual VII, Ed. Elene Gogiashvili/Zaza Skhirtladze. Ivane Javakhishvili Tbilisi State University. Faculty of Humanities, Tbilbisi 2018, S. 244–272. ISSN 1987-894X
- Modernismus in Barcelona: Antoni Gaudí – ein Gestaltungswille durchdringt den Raum. In: "Eine Stadt müssen wir erbauen, eine ganze Stadt!" Die Künstlerkolonie Darmstadt auf der Mathildenhöhe. (= Arbeitshefte des Landesamtes für Denkmalpflege Hessen. 30 ; ICOMOS Hefte des Nationalkomitees. LXIV). Theiss Verlag, 2017, ISBN 978-3-8062-3706-1, S. 211–220.
- Käthe Kollwitz: eine Ästhetik zwischen privatem (Er-)Leben und politischer Agitation. In: Kristin Eichhorn, Johannes S. Lorenzen (Hrsg.): Expressionistinnen. (= Expressionismus. Band 4). Berlin 2016, ISBN 978-3-95808-114-7, S. 106–119.
- Performance – an den Grenzen der Bildlichkeit. In: Sabine Bartelsheim, Gora Jain (Hrsg.): Strategien des Anästhetischen in Kunst, Design und Alltagskultur. (= kunsttexte.de. Themenheft 4). 2014 (edoc.hu-berlin.de)
- Farb- und Tonsysteme: Analogien und Differenzen. In: Friedrich M. Albert (Hrsg.): Farben – Autoren – Themen. Düsseldorf 2011, ISBN 978-3-00-036547-8, S. 89–95.
- Kunst und Kultur im Mittelalter: Farbschemata und Farbsymbole. In: Ingrid Bennewitz, Andrea Schindler (Hrsg.): Farbe im Mittelalter. Band 1, Berlin 2011, ISBN 978-3-05-004640-2, S. 297–311.
- Kunst an der Grenze: Grenzgänger der Kunst – Grenzgänge in die Kunst. Kunsthandwerk, anti-akademische Kunst, laienhafte und kommerzielle Bildproduktion. In: kunsttexte.de, 1/2010. (kunsttexte.de)
- Farb- und Tonsysteme: Analogien und Differenzen. In: Friedrich M. Albert (Hrsg.): Phänomen Farbe. 28. Jg., 1/2008, S. 30–36.

Bildbände/Ausstellungskataloge:
- Never forget the past! Katalog zur Ausstellung "Zwischen Vergessen und Erinnern" in der Gedenkstätte bunkerk101, Köln, Mai–Juni 2022. Köln 2023 (dt./engl.)
- Pissarro. koenemann.com, Köln / Editions Place des Victoires, Paris 2017, ISBN 978-3-95588-655-4. (6-sprach. Ausg.).
- Antoni Gaudí. koenemann.com, Köln / Editions Place des Victoires, Paris 2017, ISBN 978-2-8099-1368-2 (6-sprach. Ausg.).
- Goya. koenemann.com, Köln / Editions Place des Victoires, Paris 2017, ISBN 978-3-95588-635-6. (6-sprach. Ausg.).
- Prado. Könemann, Köln 2017, ISBN 978-3-7419-1092-0 (6-sprach. Ausgab.)
- Michael Kruscha (Hrsg.): Michael Kruscha. Bus Stops. Marina Linares. Seltmann+Söhne, Berlin, Text 2015, ISBN 978-3-944721-52-1.
- Gärten des Impressionismus. koenemann.com, Köln 2016, ISBN 978-3-95588-062-0. (6-sprach. Ausg.: dt., engl., frz., span., ital. u. ndl. Impressionisme, l'atelier dans la nature. Ed. Place des Victoires, Paris 2016, ISBN 978-2-8099-1342-2.)
- Marina Linares (Hrsg.): Gesagtes Ungesagtes Unsagbares. Ein künstlerischer Dialog zwischen Lyrik und Bildkunst. Kat. 27.10.–24.11.2015 Kreishaus Bergisch Gladbach. Köln 2015.

Artikel über Kunst, Kunsttheorie und Kulturgeschichte in diversen Fachzeitschriften und Magazinen (kunsttexte, Kölner Skizzen, Bozzetto), wiss. Reihen (s. o.) und Künstlerkatalogen.

## Publikationen Belletristik
- Stadtleben 2. epubli, Berlin 2023 ISBN 978-3-7584-0295-1.
- Corona-Virus-Panik aktuell. Texte und Grafik. epubli, Berlin 2020 ISBN 978-3-7529-5309-1.
- Corona-Virus-Panik. Neobooks, München 2020, ISBN 978-3-7502-3311-9 (E-Book).
- Ungereimtes Zeug. Kurzprosa und Grafik. PalmArtPress, Berlin 2019, ISBN 978-3-96258-032-2.
- Hausbesuch (Hrsg.). Sonderpunkt Verlag, Münster 2015, ISBN 978-3-938329-64-1.
- Stadtleben. Lyrische Texte und Fotografien zur Stadt. Sonderpunkt Verlag, Münster 2013, ISBN 978-3-95407-029-9.